# Sima Sarkar
Sima Sarkar (Bangladesh, 1975) és una mare de Bangladesh. Esdevingué coneguda quan es va difondre per les xarxes socials una foto on es veia portant en braços el seu fill de 18 anys, incapacitat, perquè pogués fer un examen. El seu fill, Hardeny Sarkar, va superar l'examen i podrà estudiar a la Universitat de Dhaka. Sima va explicar a la BBC que sempre ha dut el seu fill a l'escola, encara que això suposava llevar-se a les cinc del matí perquè pogués començar les classes de les vuit del matí. Vol que el seu fill tingui una millor vida i si és així veurà compensada tota la seva dedicació. El 2018 fou considerada una de les 100 dones més influents per la BBC.